# 巴羅 (加利福尼亞州)
巴羅（英語：Barro）是位於美國加利福尼亞州納帕縣的一個非建制地區。該地的面積和人口皆未知。

## 地理
巴羅的座標為38°31′34″N 122°29′34″W / 38.52611°N 122.49278°W，而該地的平均海拔高度為72米（即236英尺）。